# Caryanda nigrovittata
Caryanda nigrovittata är en insektsart som beskrevs av Yong Shan Lian och Z. Zheng 1989. Caryanda nigrovittata ingår i släktet Caryanda och familjen gräshoppor. Inga underarter finns listade i Catalogue of Life.